# Rue Oscar-Roty
La rue Oscar-Roty est une rue du 15e arrondissement de Paris (quartier de Javel). 

## Situation et accès
Cette rue relie la Rue de Lourmel  et l'Avenue Félix Faure.

## Origine du nom

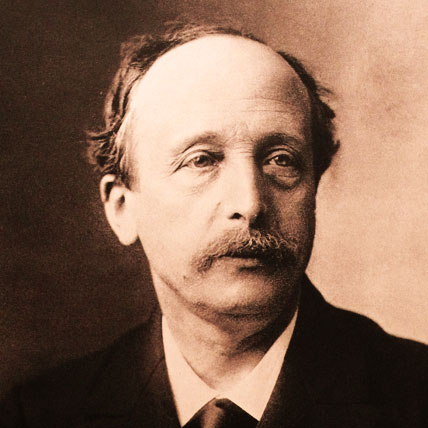
Oscar Roty vers 1900.

Elle porte le nom du graveur de médailles Oscar Roty (1846-1911), auteur de la Semeuse.

## Historique
C'était précédemment le « passage de Lourmel », antérieurement l'« impasse de Lourmel » (arrêté du 1er février 1877) et plus anciennement l'« impasse Pernety ». Le percement de l’avenue Félix-Faure, en 1896, a transformé l’impasse en passage qui a reçu en 1965 son nom actuel.